# Vale de Fiemme

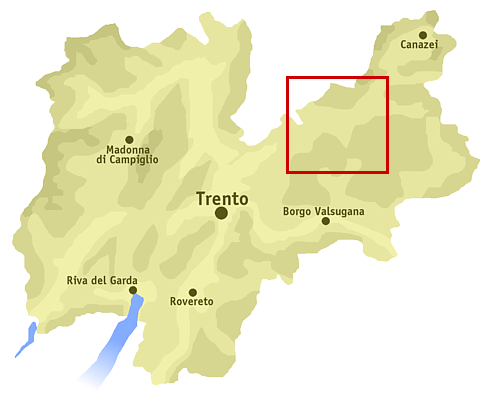
Localização do "Vale de Fiemme" em Trentino

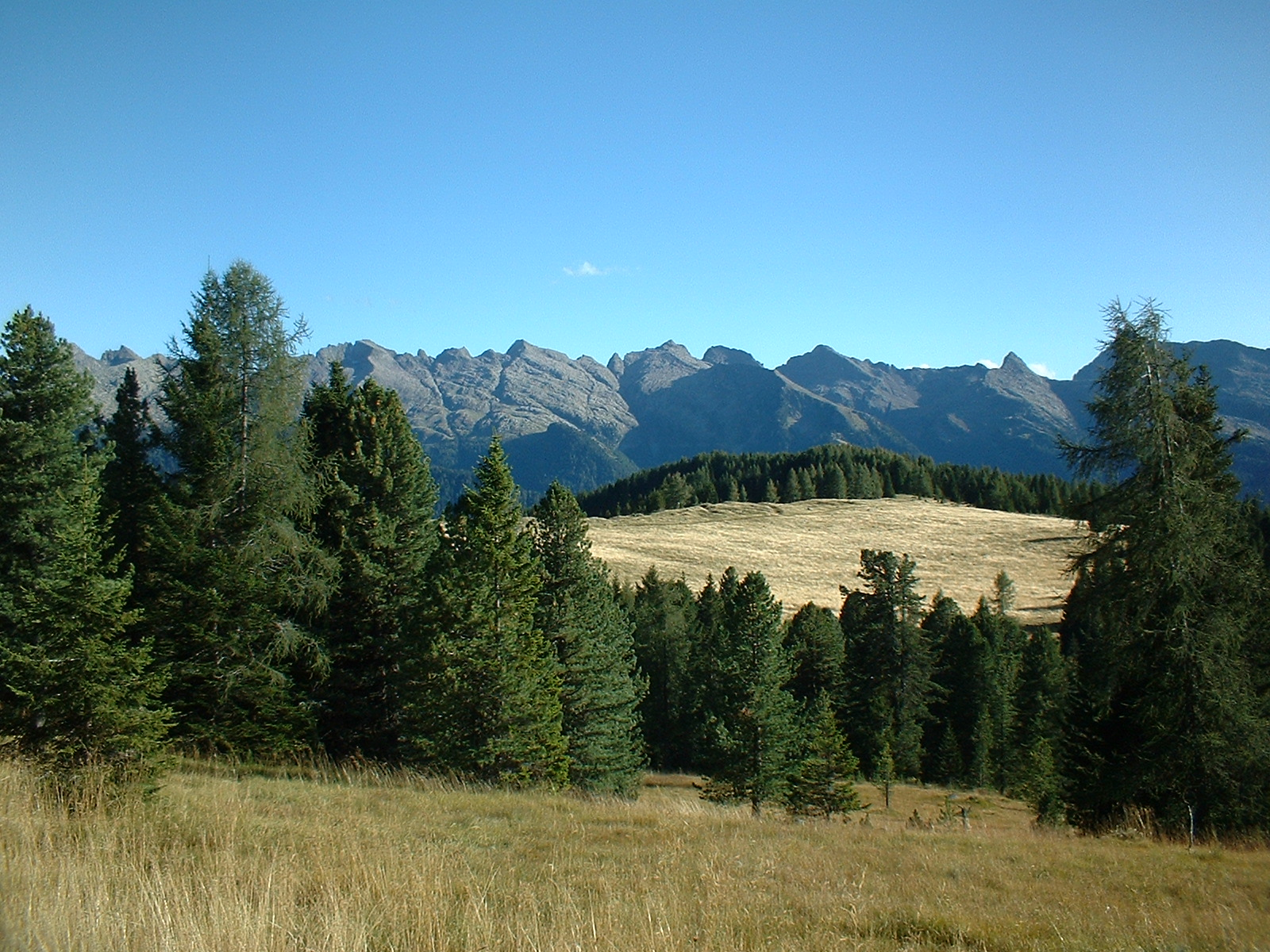
Vista sobre o Lusia

O Vale de Fiemme é um dos principais vales da região Dolomitas, que é uma parte dos Alpes e está localizada a leste de Trentino, na Itália.
É a bacia hidrográfica do rio Avisio, afluente do lado esquerdo do rio Adige. O vale está rodeado por várias cadeias de montanhas, incluindo Latemar, o Monte Agnello, o Alpe di Lusia e a catena del Lagorai.